# Maratona do Rio de Janeiro
Maratona da Cidade do Rio de Janeiro (Maratona Caixa da Cidade do Rio de Janeiro por razões de patrocínio) é uma corrida de rua na distância de 42,195 km realizada anualmente desde 1979 na cidade do Rio de Janeiro. Ao lado da Maratona de São Paulo, é uma das principais maratonas realizadas no Brasil. Ocorre anualmente desde 1979, excetuando-se os anos de 2001 e 2002, quando ela não foi realizada. Nos anos de 1980, 1981, 1982, 1987, 1988 e 1989, houve duas edições da prova, com organizadores e denominações diferentes. A sua primeira edição, em 1979, foi também a primeira corrida desta distância realizada no Brasil.
O percurso, com largada no Recreio dos Bandeirantes, zona oeste da cidade e chegada no Aterro do Flamengo, na zona sul, é considerado fácil pela ausência de desníveis significativos ao seu longo mas, ao mesmo tempo, não é rápido, devido ao calor e a humidade que ocorrem habitualmente, ainda que atualmente a prova seja disputada no inverno.
Além da prova principal, outras duas corridas de rua são disputadas simultaneamente como parte do evento, a Meia Maratona da Cidade do Rio de Janeiro, com largada na Barra da Tijuca e chegada no Aterro do Flamengo e a Family Run, prova de 6 km realizada inteiramente no Aterro do Flamengo.
No ano de 2009, foi atingido um número recorde de 15.400 inscritos, com a seguinte distribuição: 3.300 na maratona, 6.100 na meia maratona e 6.200 na Family Run. Em 2012 ela tornou-se  a maior maratona brasileira, com 2.901 corredores terminando a prova – 2.355 homens e 546 mulheres. Seus recordes são, no masculino, do brasileiro André Luiz Ramos (1998 – 2:13:52) e, no feminino, da queniana Thabita Kibet (2012 – 2:34:41).

## História
A primeira maratona anual disputada no Rio de Janeiro e no Brasil teve o nome de Maratona Internacional do Rio de Janeiro e foi criada pela corredora Eleonora Mendonça, através de sua empresa Printer que já organizava algumas corridas de rua de menor distância. A prova começava e terminava na pista de atletismo da Escola de Educação Física do Exército, no bairro da Urca. Cerca de 120 atletas completaram essa prova pioneira.
O relativo sucesso da prova chamou a atenção do jornalista esportivo José Inácio Werneck, do Jornal do Brasil, que no ano seguinte, com apoio de seu jornal e demais colaboradores entusiastas como José Rodolfo Eichter e Fernando Azeredo, e com patrocínio da seguradora Atlântica Boavista, criava a primeira maratona realmente organizada em moldes internacionais graças à verba de que pode dispor, a Maratona Atlântica Boavista-Jornal do Brasil, o primeiro nome daquela que depois seria conhecida simplesmente como Maratona do Rio.  Com a cobertura maciça do Jornal do Brasil e demais órgãos de imprensa, a prova se tornou um grande sucesso popular em seus primeiros anos, levando centenas de milhares de pessoas às ruas da cidade num sábado à tarde quando era disputada, parando a cidade completamente, e contando com a participação de atletas de expressão internacional como Bill Rodgers, Greg Meyer, Delfim Moreira, Ron Tabb, Lorraine Moller, Patty Lyons-Catalano, Charlotte Teske e do maratonista olímpico brasileiro Eloy Schleder.
Com o passar dos anos e o desinteresse de grandes empresas em patrocinar a prova, a Maratona perdeu qualidade técnica e popularidade, resumindo-se a uma prova disputada nas manhãs de domingo sem a mesma participação popular de seus primórdios e sem a presença de qualquer atleta de primeiro nível internacional.

## Percurso

### Anos 80 e 90
O percurso começava no Leme, rumando dali em direção à Praia de Botafogo e Aterro do Flamengo, retornando no viaduto da Perimetral pelo Aterro e entrando novamente em Copacabana pela Avenida Atlântica, dali para Ipanema e Leblon, até o fim da Avenida Delfim Moreira, e retorno pela outra pista da praia até a chegada no mesmo local da partida, a Praia do Leme. Em outra edição, depois de cruzarem Ipanema os corredores entravam pelo Jardim de Alah  davam uma volta completa na Lagoa Rodrigo de Freitas, antes de voltarem à praia e seguirem até o Leblon, retornando ao Leme. Em uma das edições, os corredores após chegarem à Avenida Perimetral corriam pelo Centro do Rio pela Avenida Presidente Vargas até a Praça Onze, retornando pela pista contrária e entrando novamente no Aterro depois de cruzarem a Avenida Rio Branco.

### 2000
O percurso começou no Leme, passou por Copacabana, Ipanema, Leblon, voltou à Copacabana, Botafogo, Aterro do Flamengo, deu várias voltas no Centro da cidade e terminou novamente no Aterro do Flamengo

### 2003 - atualmente
No seu formato atual, o percurso é feito todo ao longo da orla marítima, com largada no Recreio dos Bandeirantes e chegada no Aterro do Flamengo, passando pela Barra da Tijuca, Elevado do Joá, São Conrado, Avenida Niemeyer, Leblon, Ipanema, Copacabana e Botafogo. Excetuando-se o Elevado do Joá e a Avenida Niemeyer, não existem desníveis significativos ao longo do trajeto.

## Vencedores
| Ano  | Homens                      | País                        | Tempo                       | Mulheres                    | País                        | Tempo                       | Notas |
| ---- | --------------------------- | --------------------------- | --------------------------- | --------------------------- | --------------------------- | --------------------------- | --- |
| 2024 | Josphat Kiprotich           | Quénia                      | 02:12:35                    | Betelhem Monges             | Etiópia                     | 02:39:53                    | |
| 2023 | Josphat Kiprotich           | Quénia                      | 02:13:29                    | Zinash Debeb                | Etiópia                     | 02:34:33                    | |
| 2022 | Justino Pedro da Silva      | Brasil                      | 02:16:02                    | Kebebush Yisma Zewode       | Etiópia                     | 02:34:33                    | |
| 2021 | Justino Pedro da Silva      | Brasil                      | 02:13:32                    | Mirela Saturnino            | Brasil                      | 02:44:52                    | |
| 2020 | Cancelada devido a Covid-19 | Cancelada devido a Covid-19 | Cancelada devido a Covid-19 | Cancelada devido a Covid-19 | Cancelada devido a Covid-19 | Cancelada devido a Covid-19 | |
| 2019 | Giovani dos Santos          | Brasil                      | 2:18:48                     | Cristiane Alves Silva       | Brasil                      | 2:50:23                     | |
| 2018 | Mersimoy Niguse Alem        | Etiópia                     | 2:18:41                     | Zinash Estifo Banetirga     | Etiópia                     | 2:41:40                     | |
| 2017 | Godfrey Kosgei              | Quénia                      | 2:17:39                     | Ednah Mukhwana              | Quénia                      | 2:38:30                     | |
| 2016 | Elijah Kemboi               | Quénia                      | 2:17:09                     | Priscila Lorchima           | Quénia                      | 2:41:23                     | |
| 2015 | Willy Kimutai               | Quénia                      | 2:14:57                     | Caroline Chemutai           | Quénia                      | 2:38:19                     | Kimutai bicampeão |
| 2014 | Edmilson Santana            | Brasil                      | 2:17:14                     | Ednah Mukhwana              | Quénia                      | 2:40:36                     | |
| 2013 | Giomar Pereira              | Brasil                      | 2:18:03                     | Letay Hadush                | Etiópia                     | 2:40:18                     | |
| 2012 | Willy Kimutai               | Quénia                      | 2:14:58                     | Thabita Kibet               | Quénia                      | 2:34:41                     | |
| 2011 | Patrick Ngoie               | França                      | 2:18:17                     | Kum Ok Kim                  | Coreia do Norte             | 2:35:22                     | Disputada conjuntamente com os Jogos Mundiais Militares realizados no Rio de Janeiro.                                           |
| 2010 | Anderson Kiprono            | Quénia                      | 2:19:54                     | Sirlene de Sousa de Pinho   | Brasil                      | 2:43:15                     | |
| 2009 | Marcos Antônio Pereira      | Brasil                      | 2:17:11                     | Marizete Rezende            | Brasil                      | 2:42:46                     | |
| 2008 | Domingos Nonato             | Brasil                      | 2:17:20                     | Marizete dos Santos         | Brasil                      | 2:39:09                     | |
| 2007 | Elson Gracioli              | Brasil                      | 2:18:33                     | Marily dos Santos           | Brasil                      | 2:42:16                     | |
| 2006 | José Pereira da Silva       | Brasil                      | 2:21:14                     | Leone Justino da Silva      | Brasil                      | 2:49:58                     | |
| 2005 | Claudio Pereira da Cruz     | Brasil                      | 2:21:418                    | Denise Paiva                | Brasil                      | 2:49:59                     | |
| 2004 | Francisco Cardoso           | Brasil                      | 2:20:44                     | Raimunda da Fonseca         | Brasil                      | 2:57:36                     | |
| 2003 | Alex Januário de Mendonça   | Brasil                      | 2:16:39                     | Leone Justino da Silva      | Brasil                      | 2:46:54                     | Passa a ser disputada oficialmente com o nome de Maratona da Cidade do Rio de Janeiro.                                          |
| 2002 | x                           | x                           | x                           | x                           | x                           | x                           | Não foi disputada |
| 2001 | x                           | x                           | x                           | x                           | x                           | x                           | Não foi disputada |
| 2000 | Reginaldo de Azevedo        | Brasil                      | 2:18:01                     | Rizoneide Wanderley         | Brasil                      | 2:43:53                     | |
| 1999 | Lindembergue Nunes          | Brasil                      | 2:24:28                     | Edvânia Valério             | Brasil                      | 2:50:14                     | |
| 1998 | André Luiz Ramos            | Brasil                      | 2:13:52                     | Viviany Anderson            | Brasil                      | 2:39:49                     | |
| 1997 | Elisvaldo Carvalho          | Brasil                      | 2:19:38                     | Luciene de Deus             | Brasil                      | 2:49:34                     | |
| 1996 | Elisvaldo Carvalho          | Brasil                      | 2:16:56                     | Márcia Narloch              | Brasil                      | ?                           | |
| 1995 |                             |                             |                             |                             |                             |                             | |
| 1994 | Francismar Barros Dias      | Brasil                      | 2:22:01                     | Rita de Cássia Silva        | Brasil                      | 2:52:17                     | Disputada com o nome Maratona Internacional Rio Brasil.                                                                         |
| 1993 |                             |                             |                             |                             |                             |                             | |
| 1992 |                             |                             |                             |                             |                             |                             | |
| 1991 | João Batista Pacau          | Brasil                      | 2:18:43                     | Maria Domiciano             | Brasil                      | 2:49:59                     | |
| 1990 | José Carlos Santos          | Brasil                      | 2:17:26                     | Sônia Maria de Oliveira     | Brasil                      | 2:49:31                     | |
| 1989 | José Carlos Santana         | Brasil                      | 2:18:19                     | Marinete Quintanilha        | Brasil                      | 2:56:54                     | |
| 1988 | José Carlos Santana         | Brasil                      | 2:23:39                     | Nercy Freitas               | Brasil                      | 2:59:56                     | Neste mesmo ano houve outra maratona no Rio, "Maratona da Cidade", novamente vencida por Valmir Carvalho e Angélica de Almeida. |
| 1987 | Osmiro de Souza             | Brasil                      | 2:15:57                     | Eliana Reinert              | Brasil                      | 2:45:49                     | Neste mesmo ano houve outra maratona no Rio, "Maratona da Cidade", vencida por Valmir Carvalho e Angélica de Almeida.           |
| 1986 | Eloy Schleder               | Brasil                      | 2:22:02                     | Liz McElkinny               | Estados Unidos              | 2:46:54                     | Largada em Niterói, entrando no Rio pela ponte.                                                                                 |
| 1985 | Ron Tabb                    | Estados Unidos              | 2:16:15                     | Patti Catalano              | Estados Unidos              | 2:38.44                     | |
| 1984 | Eloy Schleder               | Brasil                      | 2:24:35                     | Eleonora Mendonça           | Brasil                      | 2:55.54                     | Seletiva brasileira para os Jogos Olímpicos. Eloy e Eleonora representaram o Brasil em Los Angeles 1984.                        |
| 1983 | Laurie White                | Austrália                   | 2:15:31                     | Charlotte Teske             | Alemanha Ocidental          | 2:40:35                     | Disputada com o nome Maratona Bradesco–Jornal do Brasil.                                                                        |
| 1982 | Delfim Moreira              | Portugal                    | 2:15:37                     | Charlotte Teske             | Alemanha Ocidental          | 2:38:42                     | Disputada com o nome Maratona Bradesco–Jornal do Brasil.                                                                        |
| 1981 | Bill Rodgers                | Estados Unidos              | 2:14:13                     | Lorraine Moller             | Nova Zelândia               | 2:35:56                     | Disputada com o nome Maratona Atlântica Boavista–Jornal do Brasil.                                                              |
| 1980 | Greg Meyer                  | Estados Unidos              | 2:16:40                     | Lorraine Moller             | Nova Zelândia               | 2:39:10                     | Disputada com o nome Maratona Atlântica Boavista–Jornal do Brasil.                                                              |
| 1979 | Hélio Alves Aguiar          | Brasil                      | 2:34:57                     | Ivanise Lins de Barros      | Brasil                      | 3:25:03                     | Disputada com o nome Maratona Internacional do Rio de Janeiro.                                                                  |

Nota: recorde da prova (M e F)